# Fürs Vaterland erschossen
Fürs Vaterland erschossen ist ein französischer Anti-Kriegsfilm aus dem Jahr 1997 nach dem gleichnamigen Roman von Alain Scoff. Der Fall Lucien Bersot beruht auf Tatsachen.

## Handlung
Seit Oktober 1914 ist der Erste Weltkrieg zu einem Stellungskrieg an der Westfront erstarrt. Zu Beginn des Jahres 1915 wird der französische Schmied Lucien Bersot als Infanterist eingezogen und an die Front beordert.
Bei der Einkleidung vor dem Eintreffen an der Front wird ihm anstelle einer Hose der französischen Armeeuniform eine weiße Hose zugeteilt. Während der Truppenüberprüfung ordnet der befehlshabende Offizier an, dass Bersot eine vorgeschriebene Hose bekommt. Eine vom Fourier angebotene Hose ist mit Blut befleckt und zerrissen, weil sie von einer Leiche stammt. Als ihn Lieutenant André zwingen will, seine nicht vorschriftsgemäße Uniformhose gegen die des toten Kameraden zu tauschen, weigert sich Bersot. Diese Verweigerung des Gehorsams führt zu seiner Inhaftierung und einer Anklage vor dem Kriegsgericht. Zwei seiner Kameraden stellen sich gegen dieses Unrecht und appellieren an den Vorgesetzten, Bersot freizulassen. Daraufhin werden auch sie eingesperrt.
Der anschließende Prozess gegen die drei Männer ist eine Farce, da Colonel Auroux, der dem Gericht vorsitzt, ein Exempel statuieren will. Das Gericht verurteilt Bersots Kameraden zu Zwangsarbeit, Bersot zur Todesstrafe. Sein Verteidiger, Lieutenant Guérin, hat ihn kämpfen sehen und versucht, ihn zu retten, indem er den General der Armee in Compiègne aufsucht. Dieser ordnet die Aussetzung der Exekution an. Auf dem Weg zurück wird Guérin durch feindliches Artilleriefeuer getötet. Im Morgengrauen des nächsten Tages wird Bersot exekutiert.

## Uraufführung
- Frankreich: 8. Dezember 1997 auf France 2

## Synchronisation
| Rolle             | Schauspieler             | Deutscher Synchronsprecher |
| ----------------- | ------------------------ | -------------------------- |
| Lucien            | Wadeck Stanczak          | Nicolas König              |
| Lieutenant Guérin | Philippe Volter          | Kai-Henrik Möller          |
| Colonel Auroux    | Bernard-Pierre Donnadieu | Wolfgang Völz              |
| Lieutenant André  | Jean-Paul Comart         | Achim Schülke              |
| Marie-Louise      | Marie Verdi              | Marion Elskis              |

## Rezeption
„Bewegendes Protokoll einer tödlichen Farce.“

## Drehorte
Der Film wurde überwiegend in Belgien gedreht. Drehorte waren unter anderem die Schlösser von La Hulpe, Rixensart und Grand-Bigard sowie die ehemaligen Schlachthöfe von Mons.

## Rund um den Film
Der Film basiert auf der wahren Geschichte von Lucien Bersot. Er wurde am 13. Juli 1922 vom Kassationsgericht rehabilitiert und sein Name auf dem Kriegerdenkmal seines Heimatdorfes Authoison hinzugefügt.